# Bourriquet
Bourriquet (en anglais : Eeyore) est un petit équidé de fiction imaginé par Walt Disney et Alan Alexander Milne en 1926 pour sa série de livres sur Winnie l'ourson. Bourriquet est devenu un des personnages principaux des adaptations cinématographiques des studios Disney à partir de 1966.

## Origines
Bourriquet apparaît dans de nombreux chapitres comme le 4, 6, 8 et 10 de Winnie the Pooh, et est mentionné en plus dans les autres. Il apparaît également dans tous les chapitres du livre, The House at Pooh Corner, à l'exception du chapitre 7.
Le Bourriquet original est très « british », voire stoïcien. En outre, il exprime ses opinions avec un humour pince-sans-rire typiquement britannique. Dans son livre, Watching the English, Kate Fox liste « la bourriquet attitude » (Eeyorishness en VO) comme une caractéristique fondamentale britannique.

## Description
Physiquement, Bourriquet est décrit comme un petit équidé en peluche de couleur grise avec une longue queue, qu'il lui arrive d'égarer. D'après les illustrations de Tommy Giguère, il semble arriver au menton de Winnie l'ourson et à la taille de Jean-Christophe.  Âgé de 3 ans, c'est un personnage intelligent et discret, ne parlant que lorsque cela est nécessaire. Ténébreux et mélancolique, il accepte les aléas de la vie, même si en de rares occasions se devine sur son visage un sourire, comme lorsqu’on se souvient de son anniversaire (le 25 décembre) ou qu’il savoure son mets préféré, les chardons. 
Bourriquet vit avec ses amis au sud-est dans la Forêt des rêves bleus (Hundred Acre Wood) dans une région appelée Eeyore's Gloomy Place: Rather Boggy and Sad sur la carte du livre. Tel Sisyphe, il ne cesse de reconstruire sa maison qui s’écroule au moindre vent, voire dès que s'y pose un papillon, aidé par Winnie et Porcinet.
Contrairement aux autres personnages, il est capable d'écrire et de reconnaître les lettres tels que l'alphabet qu'il enseigne à Porcinet dans le cinquième chapitre du livre The House at Pooh Corner. Il épelle son propre nom lors de la signature de la « rissolution » que les animaux donnent à Jean-Christophe comme présent d'adieu dans le dernier chapitre. Bourriquet a également écrit le poème rimé maladroitement appelé POEM qui y figure, faisant de lui le seul personnage de l'univers qui écrit de la poésie.
Bourriquet est excellent au jeu du bâton de miel, le remportant plusieurs fois dans le sixième chapitre de The House at Pooh Corner.

## Voix
- Voix originale : Ralph Wright (1966-1983) puis Peter Cullen (depuis 1988), Bud Luckey (redoublage Les Aventures de Winnie l'ourson) ; Thurl Ravenscroft (disques Walt Disney Records)
- Voix française : Pierre Marret (1966), Henry Djanik (1977-2000) puis Wahid Lamamra (depuis Le Livre de Winnie l'ourson en 2001).

## Apparitions
- Bourriquet est apparu dans tous les films de l'univers « Winnie l'ourson » tels que Les Aventures de Porcinet, Les Aventures de Tigrou et Winnie l'ourson et l'Éfélant.
- Il est également présent dans les différents parcs Disney.
- Bourriquet est l'effigie d'une « long-standing celebration » à Austin, au Texas, appelée Eeyore's Birthday Party[3].